# Xarop d'auró
El xarop d'auró és un xarop fet a partir de l'aigua d'auró (sapindàcies) o de la saba d'auró del principi de la primavera, que ha estat concentrada per ebullició. Es fa als boscos de l'Amèrica del Nord (sobretot Ontario, Quebec i Vermont) i es ven avui arreu del món.
La tècnica ja era dominada per les poblacions indígenes del Canadà quan els europeus van arribar-hi. Es feia servir en particular com a aliment tònic a la primavera. Nombroses llegendes ameríndies escenifiquen el xarop d'auró.

## Fabricació del xarop d'auró
Entre les nombroses espècies d'aurons, per a la producció de xarop d'auró s'utilitza sobretot l'auró de sucre (Acer saccharum), en textos antics també se cita Acer nigrum com a font destacada, però avui dia ja no es reconeix l'espècie, sinó que es considera una subespècie d'Acer saccharum.
El xarop d'auró es fa majoritàriament al Canadà - 83% de la collita mundial - particularment a la província de Quebec, amb una menor producció a Ontario. També es fa en alguns estats dels Estats Units d'Amèrica. Tanmateix, la producció de xarop d'auró als Estats Units tendeix a romandre constant mentre que la del Canadà s'ha multiplicat per dos en vint anys.

### Collita de l'aigua d'auró

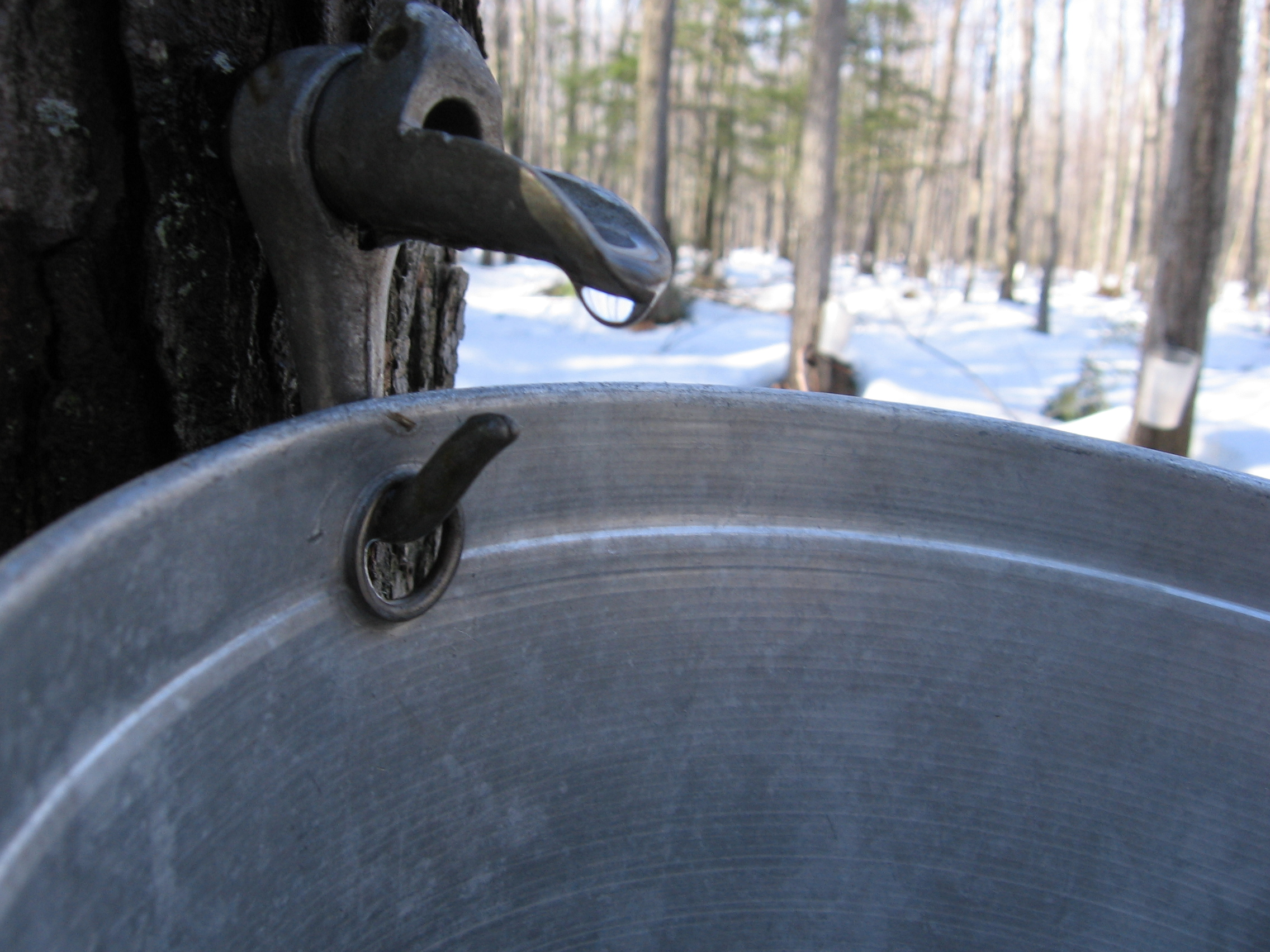
Gota d'aigua d'auró

L'aigua d'auró es recull a la fi de l'hivern o al principi de la primavera, segons les regions, quan les nits de gelada venen seguides de dies de desglaç. Aquesta aigua conté cap a un 2% o 3% de sucre. Aquest sucre (essencialment glucosa) és emmagatzemat a les arrels a la tardor, on passa l'hivern. A la primavera, puja per sota l'escorça i es distribueix per tot l'arbre a fi de fornir l'energia suficient per reactivar-ne el metabolisme.
Cal tenir en compte que l'aigua d'auró no és la saba. Aquesta, clarament més carregada en minerals i molècules orgàniques complexes, només puja per les arrels quan el metabolisme de l'arbre és reactivat. L'arribada de la saba i del seu gust amarg marca la fi de la collita d'aigua d'auró. És a dir, no es fa collita de la saba sinó de l'aigua d'auró.
Mai no es recull l'aigua d'un auró el tronc del qual fa menys de 20 cm de diàmetre. La regla general és, doncs, esperar fins a 45 anys després de la plantació d'un auró abans de començar a recollir-ne l'aigua. Tanmateix, un auró del sucre pot viure fins a 300 anys, fins i tot més. Així, pot donar aigua cada primavera durant molts anys.